# The Common Law
The Common Law er en amerikansk stumfilm fra 1916 af Albert Capellani.

## Medvirkende
- Clara Kimball Young som Valerie West.
- Conway Tearle som Neville.
- Paul Capellani som Querida.
- Edna Hunter som Rita.
- Lillian Cook som Stephanie.